# Saropogon hulli
Saropogon hulli là một loài ruồi trong họ Asilidae. Saropogon hulli được Joseph & Parui miêu tả năm 1997. Loài này phân bố ở miền Ấn Độ - Mã Lai.